# Maor Levi
Maor Levi (in ebraico מאור לוי‎?; Nesher, 18 giugno 2000) è un calciatore israeliano, centrocampista del Maccabi Netanya.

## Carriera

### Club
Cresciuto nel settore giovanile del Maccabi Haifa, ha esordito in prima squadra il 21 luglio 2019 disputando l'incontro di Coppa Toto perso 0-1 contro l'Hapoel Be'er Sheva.

### Nazionale
Ha giocato nelle nazionali giovanili israeliane Under-17, Under-19 ed Under-21.

## Statistiche

### Presenze e reti nei club
Statistiche aggiornate al 13 luglio 2024.
| Stagione                   | Squadra                    | Campionato                 | Campionato | Campionato | Coppe nazionali | Coppe nazionali | Coppe nazionali | Coppe continentali | Coppe continentali | Coppe continentali | Altre coppe | Altre coppe | Altre coppe | Totale | Totale |
| Stagione                   | Squadra                    | Comp                       | Pres       | Reti       | Comp            | Pres            | Reti            | Comp               | Pres               | Reti               | Comp        | Pres        | Reti        | Pres   | Reti   |
| -------------------------- | -------------------------- | -------------------------- | ---------- | ---------- | --------------- | --------------- | --------------- | ------------------ | ------------------ | ------------------ | ----------- | ----------- | ----------- | ------ | ------ |
| 2019-2020                  | Maccabi Haifa              | LhA                        | 4          | 0          | CI+TC           | 0+1             | 0               |                    | -                  | -                  |             | -           | -           | 5      | 0      |
| 2020-2021                  | Maccabi Haifa              | LhA                        | 22         | 0          | CI+TC           | 2+2             | 0               |                    | -                  | -                  |             | -           | -           | 26     | 0      |
| 2021-2022                  | Maccabi Haifa              | LhA                        | 14         | 3          | CI+TC           | 5+2             | 0               | UCL+UECL           | 1+7                | 0+1                | SI          | 1           | 0           | 30     | 4      |
| 2022-gen. 2023             | Maccabi Haifa              | LhA                        | 6          | 0          | CI              | 2               | 0               | UCL                | 1                  | 0                  | SI          | 0           | 0           | 9      | 0      |
| Totale Maccabi Haifa       | Totale Maccabi Haifa       | Totale Maccabi Haifa       | 46         | 3          |                 | 14              | 0               |                    | 9                  | 1                  |             | 1           | 0           | 70     | 4      |
| gen.-giu. 2023             | Maccabi Petah Tikva        | LL                         | 13         | 1          | CI              | 0               | 0               |                    | -                  | -                  |             | -           | -           | 13     | 1      |
| 2023-2024                  | Maccabi Petah Tikva        | LhA                        | 28         | 5          | CI              | 4               | 3               |                    | -                  | -                  |             | -           | -           | 32     | 8      |
| Totale Maccabi Petah Tiqwa | Totale Maccabi Petah Tiqwa | Totale Maccabi Petah Tiqwa | 41         | 6          |                 | 4               | 3               |                    | -                  | -                  |             | -           | -           | 45     | 9      |
| Totale carriera            | Totale carriera            | Totale carriera            | 87         | 6          |                 | 18              | 3               |                    | 9                  | 1                  |             | 1           | 0           | 115    | 13     |

## Palmarès

### Club

#### Competizioni nazionali
- Campionato israeliano: 2

Maccabi Haifa: 2020-2021, 2021-2022
- Coppa di Lega israeliana: 1

Maccabi Haifa: 2021-2022
- Supercoppa d'Israele: 1

Maccabi Haifa: 2021